# Gesù o Barabba
Gesù o Barabba è il nono album del cantante napoletano Franco Ricciardi, pubblicato nel 1996. Questo album rappresenta una svolta nella carriera del cantante che passa dal genere neo-melodico a quello italiano.

## Tracce
1. Stop all'amore
2. Male
3. L'hai capito che ti amo
4. Che palle
5. Perdonami amore
6. Fai l'amore
7. Il mio angelo bianco
8. No
9. Dolce dolcissima